# Parasphaeroma prominens
Parasphaeroma prominens är en kräftdjursart som beskrevs av Stebbing 1902. Parasphaeroma prominens ingår i släktet Parasphaeroma och familjen klotkräftor. Inga underarter finns listade i Catalogue of Life.